# 朝鮮美術建設本部
朝鮮美術建設本部（ちょうせんびじゅつけんせつほんぶ）は太平洋戦争終戦直後の1945年8月に連合軍軍政地域のソウルで結成された美術団体。美建と略称される。

## 発足と構成
朝鮮美術建設本部は太平洋戦争終戦直後の1945年8月18日、芸術団体である朝鮮文化建設中央協議会が組織されるに従い、その傘下に創立された団体である。委員長には美術界の元老である高羲東が推戴され、書記長は鄭玄雄が引き受けた。
朝鮮文化建設中央協議会は朝鮮プロレタリア芸術家同盟出身の林和と金南天が各々議長と書記長を引き受け左翼文人達がその中心となった。しかし、まだイデオロギー対立による政治色が顕れるには早い時期であったため、参加の団体である朝鮮美術建設本部には後に左派、右派に分類される美術人が全て混ざっていた。ただ、日本統治時代末期の親日活動の履歴が目に余る金殷鎬、沈亨求、金仁承、金景承、李象範、尹孝重、裵雲成、宋政勳等は意図的に除外された。
分科として東洋画部と西洋画部、彫刻部、工芸部、児童美術部、宣伝美術隊が設置された。東洋画部は盧壽鉉、西洋画部は金周経が委員長を引き受けた。分断が可視化されていなかった時期であったため、ソ軍政が設置される地域まで含めて全国で185名の会員が参与した。後に越北し、北朝鮮に行くことになる美術人にも東洋画部の金瑢俊、西洋画部委員長の金周経、西洋画部委員の吉鎮燮などがおり、当時平壌で活動していた文錫五は彫刻部委員として参与した。

## 活動
朝鮮美術建設本部は第2次世界大戦で勝利した連合軍が入ってくることに対備して連合軍歓迎のためのアメリカ、イギリス、ソ連、中国の国家元首代表の肖像画と国旗を描くことを企画した。1945年10月20日からは4日間徳寿宮美術館で解放記念文化大祝典美術展覧会という名で展覧会を開催した。97名の作家が132点の作品を出品し盛大に開かれた。

## 解体
展示会を終え、朝鮮美術建設本部は発展的に解体し、その年、11月に朝鮮美術協会を発足させた。朝鮮美術協会はこの頃から激化し始めたイデオロギー対立の渦中にあって政治的中立を守るという名分で出帆したが、会長高羲東が大韓民国臨時政府系列の非常国民会議を支持する右派の性向を見せ、これに反発する左派系列が別に分離し、美術系も右左翼に分裂することになった。